# Petropavlovsk-Kamtchatski
Pour les articles homonymes, voir Petropavlovsk.
Petropavlovsk-Kamtchatski ([pʲɪtrɐˈpavləfsk kɐmˈtɕatskʲɪj], en russe : Петропавловск-Камчатский , littéralement « Pierre-et-Paul du Kamtchatka ») est une ville de l'Extrême-Orient russe, capitale du kraï du Kamtchatka. Localité la plus peuplée du Kamtchatka, sa population s'élevait à 162 992 habitants en 2023. C'est cette ville, avec sa position géographique aux confins de la Russie, qui aurait donné l'expression de Pétaouchnok, désignant un lieu lointain, perdu, difficile à trouver.
Baignée par la baie d'Avatcha de l'océan Pacifique, elle se situe dans le sud de la péninsule du Kamtchatka. Au nord, elle est surplombée par les volcans Koriakski, Avatchinski et Kozielski, volcans actifs devenus symboles de la ville. Son climat subarctique est doux pour la région, bénéficiant de la régulation de l'océan Pacifique. Son port est donc libre de glaces toute l'année. Autrefois lieu peuplé par des Itelmènes, peuple autochtone du Kamtchatka, la baie d'Avatacha est découverte par les Russes dans la seconde moitié du XVIIe siècle. Ce n'est toutefois que le 6 octobre 1740 (17 octobre dans le calendrier grégorien) que la ville est fondée par Vitus Béring et Alekseï Tchirikov, lors de la deuxième expédition du Kamtchatka. La ville est nommée d'après les deux bateaux de l'expédition, le Saint-Pierre et le Saint-Paul. Du fait de sa position, la ville devient escale des circumnavigations, dont celles de Jean-François de La Pérouse et de James Cook. Elle reçoit le statut de ville en 1812, et devient la capitale de l'oblast du Kamtchatka en 1849. Louis de l'Isle, astronome lors des expéditions de Béring, et Charles Clerke, compagnon de James Cook, y sont enterrés.
En 1854, la ville s'illustre lors du siège de Petropavlovsk, pendant la guerre de Crimée. Malgré une garnison d'à peine mille hommes, la ville résiste à l'escadre franco-britannique de 1700 hommes, infligeant une défaite aux alliés. Résistant à deux attaques, le gouverneur Nikolaï Mouraviov-Amourski décide l'année suivante de brûler la ville de peur d'une troisième attaque, et fait évacuer les habitants vers le continent, fondant Nikolaïevsk-sur-l'Amour. Une fois la guerre de Crimée terminée, la ville renaît peu à peu. Ce n'est que sous la période soviétique que son développement s'accélère, avec entre 1939 et 1989 230 000 habitants supplémentaires. Son port devient la porte d'accès de la péninsule tandis que la ville s’agrandit, annexant les villages voisins.
Malgré un déclin démographique de près de 100 000 habitants depuis la dislocation de l'URSS, la ville reste une des principales villes d'Extrême-Orient. Avec l'ouverture de la péninsule aux étrangers en 1992, elle est devenue le principal moyen d'accès à la région volcanique du Kamtchatka, avec des volcans au patrimoine mondial de l'Unesco dont ceux qui la surplombent. Son économie est dominée par les transports et les services, le tourisme n’occupant au sein de la ville qu'une place mineure.

## Géographie

### Situation
Petropavlovsk-Kamtchatski est une des villes les plus excentrées de Russie, à la périphérie du pays. La ville est le centre administratif du kraï du Kamtchatka, dans la partie sud-est de la péninsule du Kamtchatka, une grande péninsule volcanique. La ville se trouve sur la rive nord de la baie d'Avatcha de l'océan Pacifique nord. La ville forme une subdivision ayant le statut de ville d'importance régionale et d'okroug urbain au sein du kraï,. La superficie totale de la ville est de 36 000 hectares, ce qui fait d'elle la deuxième plus petite subdivision du kraï.
Iamsk, comme tout le kraï du Kamtchatka, se trouve dans le fuseau horaire MSK+9 (heure du Kamchatka). Le décalage horaire appliqué par rapport au temps universel coordonné est +11:00.

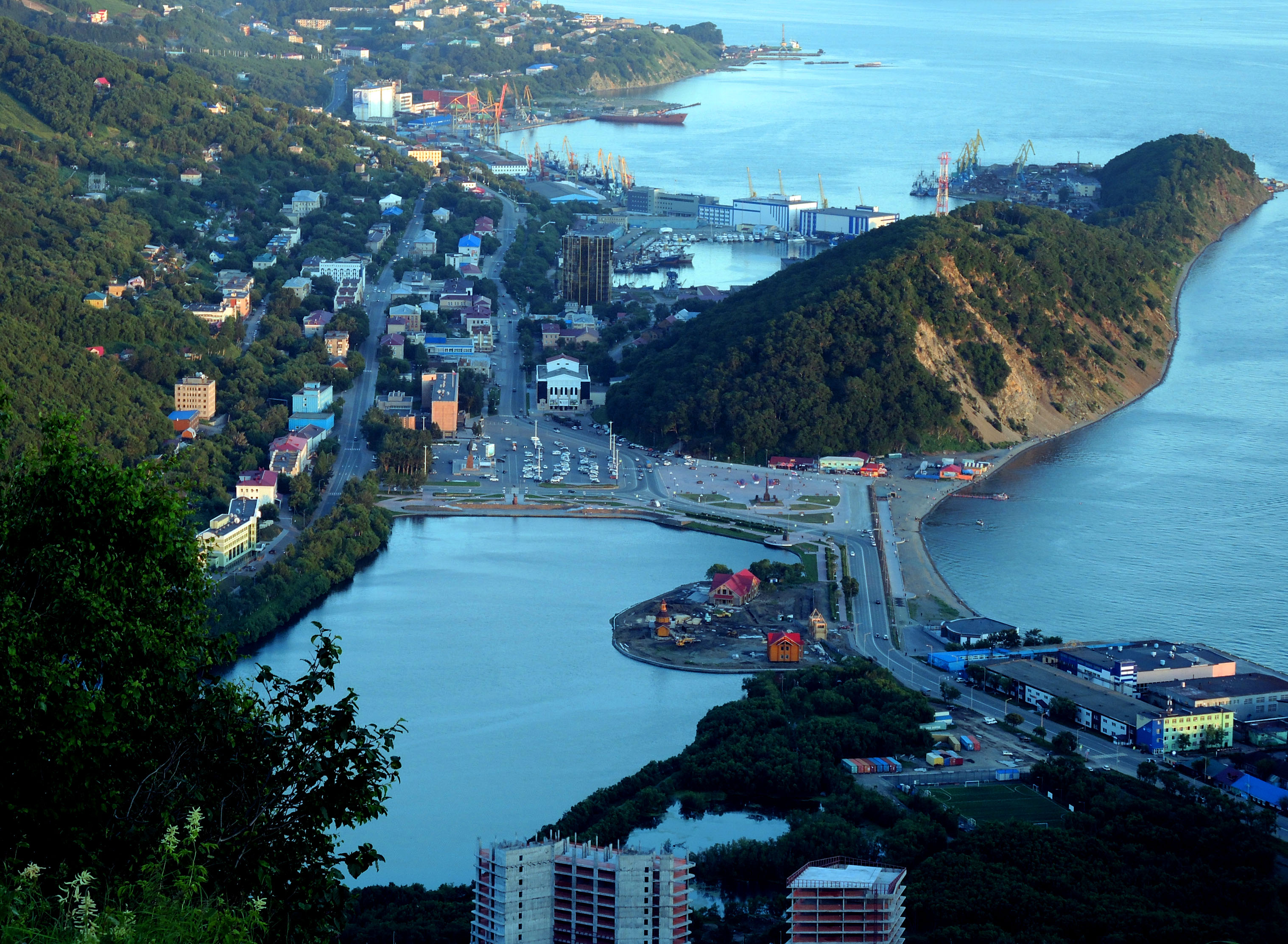
Vue du centre-ville et de la colline Nikolski.

Située dans la baie d'Avatcha, au sud de la péninsule du Kamtchatka, Petropavlovsk-Kamtchatski est surplombée par les volcans Koriakski et Avatchinski, et se trouve à 6 778 km de Moscou.
| Kroutoberegovy |                           | Radyguina   |
| Baie d'Avatcha | Petropavlovsk-Kamtchatski | Tchapaïevka |
| Baie d'Avatcha | Baie d'Avatcha            | Zaozerny    |

### Climat

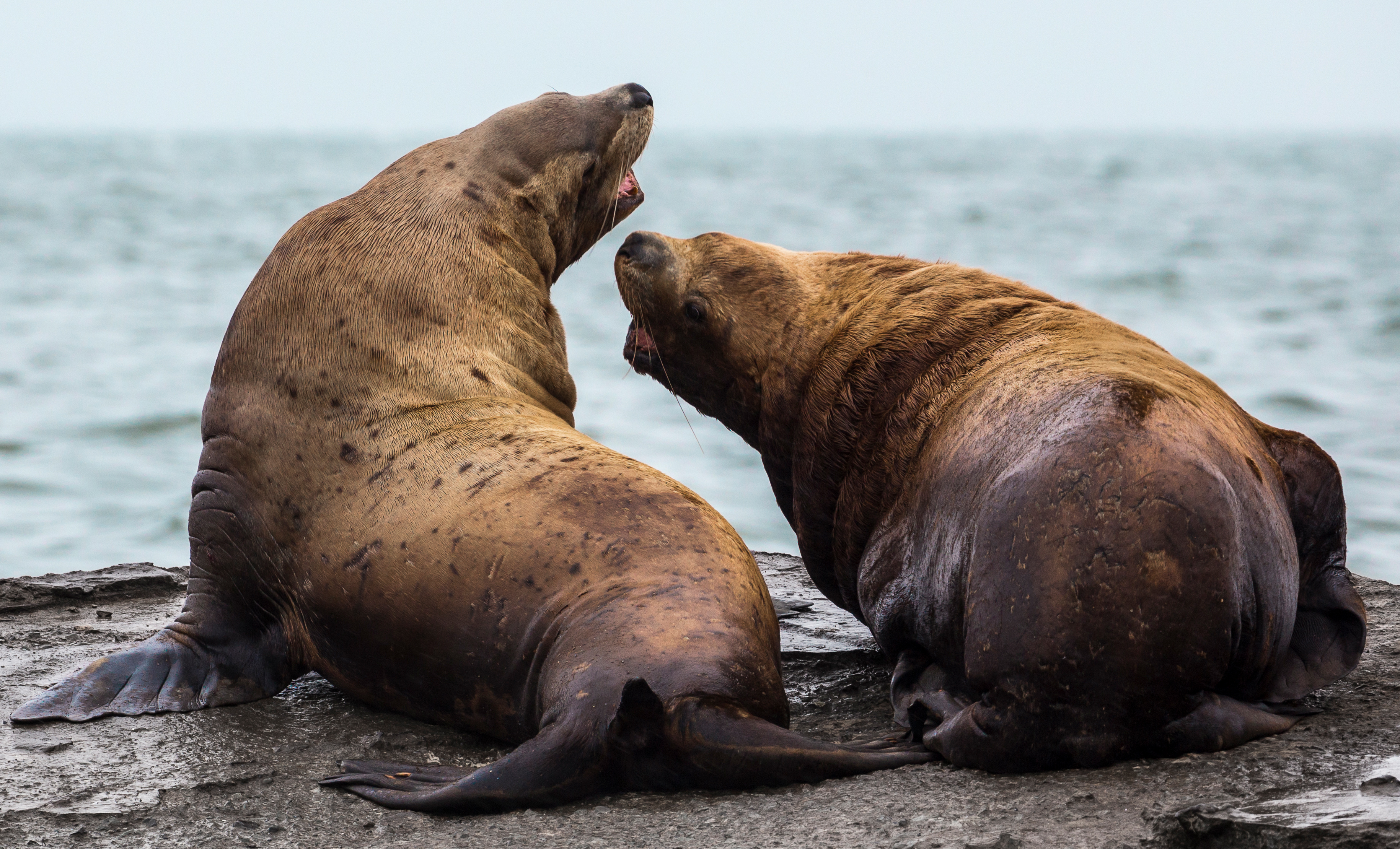
Otaries à Petropavlovsk-Kamtchatski.

Petropavlovsk-Kamtchatski bénéficie d'un climat subarctique (type Dfc de la classification de Köppen), que tempère l'océan. Les températures présentent de faibles variations saisonnières. Les températures hivernales sont clémentes et les températures estivales sont fraiches si on les compare à celles de l'intérieur de la Sibérie. Le climat est humide (895 mm/an). Les précipitations sont abondantes toute l'année mais la fin de l'été et l'automne sont les périodes de l'année les plus arrosées. La neige recouvre le sol en moyenne 180 jours par an de début novembre à la mi-mai. Le manteau neigeux peut atteindre une épaisseur considérable à la fin de l'hiver (hauteur moyenne de neige : 62 cm ; hauteur maximale de neige : 261 cm)
- Température record la plus froide : - 31,7 °C (février 1917)
- Température record la plus chaude : 30 °C (2 juillet 2012)
- Nombre moyen de jours avec de la neige dans l'année : 84
- Nombre moyen de jours de pluie dans l'année : 90
- Nombre moyen de jours avec du brouillard dans l'année : 92
- Nombre moyen de jours avec présence de givre dans l'année : 53
- Nombre moyen de jours avec tempête de neige dans l'année : 39

| Mois                                  | jan.       | fév.       | mars       | avril      | mai       | juin      | jui.     | août      | sep.      | oct.      | nov.       | déc.      | année           |
| ------------------------------------- | ---------- | ---------- | ---------- | ---------- | --------- | --------- | -------- | --------- | --------- | --------- | ---------- | --------- | --------------- |
| Température minimale moyenne (°C)     | −8,9       | −8,6       | −5,9       | −1,9       | 2,1       | 6,6       | 10,4     | 11,1      | 7,9       | 3         | −2,7       | −7,1      | 0,5             |
| Température moyenne (°C)              | −6,5       | −6,1       | −3,4       | 0,4        | 4,8       | 9,5       | 13       | 13,7      | 10,7      | 5,5       | −0,6       | −5        | 3               |
| Température maximale moyenne (°C)     | −4         | −3,4       | −0,3       | 3,6        | 8,6       | 13,7      | 17       | 17,5      | 14,7      | 8,5       | 1,8        | −2,6      | 6,3             |
| Record de froid (°C) date du record   | −28,6 1916 | −31,7 1917 | −24,8 1902 | −14,8 1901 | −6,3 1995 | −1,5 1913 | 2,5 1922 | 4,4 1908  | −1,1 1950 | −7,5 1911 | −16,5 1937 | −26 1912  | −31,7 14/2/1917 |
| Record de chaleur (°C) date du record | 5,2 1969   | 6,2 1994   | 8,5 2020   | 18,8 1982  | 20,6 1914 | 26,9 2013 | 30 2012  | 27,7 2013 | 24,4 1954 | 19,4 1956 | 12,6 1909  | 10,5 1910 | 30 2/7/2012     |
| Ensoleillement (h)                    | 105        | 114        | 176        | 192        | 193       | 193       | 169      | 178       | 178       | 157       | 122        | 93        | 1 870           |
| Précipitations (mm)                   | 110        | 75         | 103        | 88         | 58        | 57        | 66       | 91        | 105       | 154       | 156        | 115       | 1 178           |
| dont neige (cm)                       | 79         | 104        | 117        | 103        | 22        | 0         | 0        | 0         | 0         | 0         | 8          | 39        | 472             |
| Nombre de jours avec précipitations   | 1          | 0,4        | 1          | 3          | 13        | 15        | 17       | 17        | 17        | 17        | 6          | 1         | 108             |
| Humidité relative (%)                 | 71         | 68         | 68         | 72         | 75        | 79        | 84       | 83        | 79        | 74        | 70         | 71        | 75              |
| Nombre de jours avec neige            | 18         | 18         | 18         | 17         | 7         | 0,1       | 0        | 0         | 0,03      | 3         | 15         | 17        | 113             |
| Nombre de jours d'orage               | 0          | 0          | 0          | 0          | 0,03      | 0,1       | 0,4      | 0,2       | 0,03      | 0         | 0          | 0         | 1               |
| Nombre de jours avec brouillard       | 1          | 1          | 1          | 5          | 10        | 13        | 17       | 14        | 9         | 4         | 2          | 3         | 80              |

| Diagramme climatique                                  |            |             |           |          |           |          |            |            |         |            |             |
| J                                                     | F          | M           | A         | M        | J         | J        | A          | S          | O       | N          | D           |
| −4−8,9110                                             | −3,4−8,675 | −0,3−5,9103 | 3,6−1,988 | 8,62,158 | 13,76,657 | 1710,466 | 17,511,191 | 14,77,9105 | 8,53154 | 1,8−2,7156 | −2,6−7,1115 |
| Moyennes : • Temp. maxi et mini °C • Précipitation mm |            |             |           |          |           |          |            |            |         |            |             |

## Urbanisme

### Voies de communication et transports

#### Transport routier

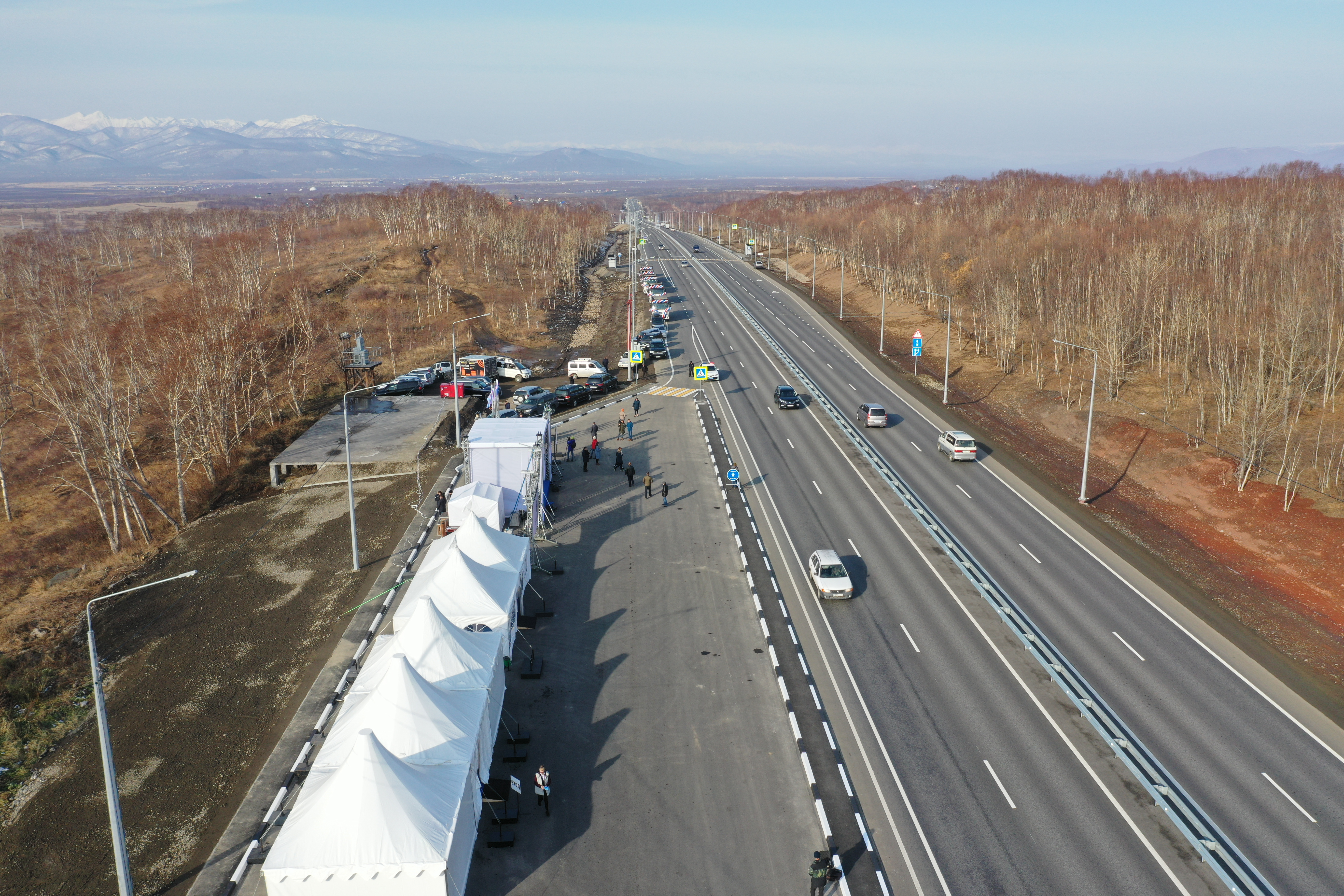
Voie expresse A401.

La ville repose essentiellement sur les transports routiers, en particulier la voiture. La ville est dépendante de la voiture, et a été construite autour de celle-ci, son développement ayant été tardif. Le kraï du Kamtchatka, dans laquelle se trouve la ville, est la plus motorisée de toute la Russie, avec au 1er juillet 2016, 472 voitures pour 1000 habitants. Au sein de la ville, il y a 85 000 voitures immatriculées, soit la deuxième ville la plus motorisée de Russie par habitants. Mais l'infrastructure n'est pas adaptée ; les voitures sont garées de partout, ayant tendance à empiéter sur chaque espace public disponible, y compris la place de la ville. Dans la ville, avoir une voiture est indispensable pour tout, tandis qu'être un piéton, c'est se mettre en danger (mauvaise infrastructure piétonne,etc.).
La région n'ayant que très peu de routes, peu de routes arrivent à Petropavlovsk. La principale est de loin la route fédérale A401, qui relie le port de Petropavlovsk-Kamtchatski à l'aéroport de Ielizovo et par extension Ielizovo, seconde ville du kraï. Par ailleurs, à partir de Ielizovo commence la principale route régionale du Kamtchatka, vers Milkovo et Oust-Kamtchatsk. L'A401 est longue de 38 kilomètres, et alors que sa moitié ouest traverse des zones naturelles, l'autre moitié traverse la ville, en empruntant le réseau urbain. Avec son statut fédéral, elle est sous la gestion de Rosavtodor, et bénéficie ainsi des fonds fédéraux. La route est ainsi importante, et le trafic est assez important. Le 28 octobre 2021, lors de l'inauguration des travaux toute la moitié occidentale est devenue une voie expresse, avec deux voies dans chaque sens, même s'il y a des feux au lieu de sorties à différents niveaux. La route, devenue plus sûre, a par ailleurs été totalement éclairée.

#### Transport en commun
La ville est dépourvue d'un système public efficient malgré sa taille importante. Il n'y a aucun tramway ni trolleybus, malgré des propositions dans les années 1980 pour la création d'un réseau de trolleybus, ni funiculaire, malgré les pentes. Seuls les autobus et les marchroutkas (les taxis collectifs en ex-URSS) fonctionnent comme transports en commun dans la ville, mais ces systèmes subissent les aléas du trafic ; que ce soit les voitures garés n'importe où ; les embouteillages ; couplés à l'enneigement récurrent en hiver. Ainsi, il n'est pas anormal que des bus ne desservent pas les derniers arrêts d'une ligne à cause des retards. Les marchroutkas sont localement appelés les « mikriki ».
Il y a 36 lignes de bus à Petropavlovsk-Kamtchatski en elle-même, sans compter les bus régionaux vers Ielizovo et autres. Les lignes relient tous les principaux quartiers de la ville, et environ la moitié convergent au centre-ville. Petropavlovsk possède aussi une gare routière dans l'ouest de la ville, principalement destinée aux bus régionaux (102 vers Ielizovo, 201 vers Milkovo, 218 vers Oust-Kamtchatsk, etc.). La plupart des centres régionaux (hors Koriakie) sont reliés à la ville, bien qu'ils ne soient pas fréquents.

## Histoire
Plus ancienne ville de l'Extrême-Orient russe, la cité est fondée en octobre 1740 lorsque les vaisseaux Saint-Pierre et Saint-Paul, commandés par Vitus Béring et Alekseï Tchirikov, pénètrent dans la baie d'Avatcha (le nom Petropavlovsk signifiant en russe « Pierre et Paul »).
Le 7 septembre 1787, La Pérouse y fait escale au cours de son voyage exploratoire, il y reste trois semaines avant d'en repartir. Un membre de l'expédition, Barthélemy de Lesseps, repart de là pour se rendre, en voyage à travers la Sibérie, à Paris.
Le 2 décembre 1849, le gouvernement russe crée la région « spéciale » du Kamtchatka. En août 1854, durant la guerre de Crimée, la ville est attaquée par une escadre franco-britannique. Après de durs combats (bataille de Petropavlovsk), les assaillants sont finalement rejetés à la mer le 26 août.
Durant la Guerre froide, le port militaire de Primorski abrite une base de sous-marins nucléaires - la base navale de Vilioutchinsk -,  et des installations militaires importantes. Jusqu'en 1991, la péninsule du Kamtchatka est d'ailleurs interdite à tout étranger.
En 2011, la ville reçoit le titre de Ville de la gloire militaire, et se dote d'une stèle en l'honneur du titre en 2015.

## Politique et administration

### Administration

Douma municipale depuis 2022.

Les dernières élections municipales ont eu lieu du 9 au 11 septembre 2022, lors du jour de vote unique. Il y avait 32 sièges à pourvoir pour la douma municipale, avec 132 583 électeurs inscrits sur les listes électorales. Il y avait 145 candidats, et lors des élections, le taux de participation était de seulement 16 %. Russie unie, parti au pouvoir, a remporté 26 sièges, le parti libéral-démocrate 3 sièges, suivi du parti communiste de la fédération de Russie avec 2 sièges et enfin Russie juste avec 1 siège.

### Tendances politiques
Le raïon fait partie de la circonscription du Kamtchatka (no 45) pour les élections législatives russes.
| Scrutin                | 1er tour | 1er tour | 1er tour | 1er tour | 1er tour | 1er tour | 1er tour | 1er tour | 1er tour | 1er tour | 1er tour | 1er tour | 2d tour                  | 2d tour                  | 2d tour                  | 2d tour                  | 2d tour                  | 2d tour                  | 2d tour                  | 2d tour                  |
| Scrutin                | 1er      | 1er      | %        | 2e       | 2e       | %        | 3e       | 3e       | %        | 4e       | 4e       | %        | 1er                      | %                        | 2e                       | %                        | 3e                       | %                        | 4e                       | %                        |
| ---------------------- | -------- | -------- | -------- | -------- | -------- | -------- | -------- | -------- | -------- | -------- | -------- | -------- | ------------------------ | ------------------------ | ------------------------ | ------------------------ | ------------------------ | ------------------------ | ------------------------ | ------------------------ |
| Présidentielle 2012    |          | ER       | 57,92    |          | KPRF     | 17,04    |          | LDPR     | 10,19    |          | SE       | 10,12    | Victoire au premier tour | Victoire au premier tour | Victoire au premier tour | Victoire au premier tour | Victoire au premier tour | Victoire au premier tour | Victoire au premier tour | Victoire au premier tour |
| Législatives 2016      |          | ER       | 44,15    |          | LDPR     | 20,47    |          | KPRF     | 13,53    |          | SRZP     | 5,60     | Tour unique              | Tour unique              | Tour unique              | Tour unique              | Tour unique              | Tour unique              | Tour unique              | Tour unique              |
| Présidentielle 2018    |          | ER       | 68,32    |          | KPRF     | 18,35    |          | LDPR     | 7,64     |          | GRANI    | 1,57     | Victoire au premier tour | Victoire au premier tour | Victoire au premier tour | Victoire au premier tour | Victoire au premier tour | Victoire au premier tour | Victoire au premier tour | Victoire au premier tour |
| Gouvernorale 2020 (ru) |          | SE       | 80,95    |          | LDPR     | 6,25     |          | SRZP     | 5,61     |          | PR       | 3,11     | Victoire au premier tour | Victoire au premier tour | Victoire au premier tour | Victoire au premier tour | Victoire au premier tour | Victoire au premier tour | Victoire au premier tour | Victoire au premier tour |
| Législatives 2021      |          | ER       | 32,20    |          | KPRF     | 25,53    |          | NL       | 10,66    |          | LDPR     | 10,62    | Tour unique              | Tour unique              | Tour unique              | Tour unique              | Tour unique              | Tour unique              | Tour unique              | Tour unique              |
| Municipales 2022       |          | ER       | 53,77    |          | LDPR     | 14,12    |          | KPRF     | 11,69    |          | SRZP     | 7,43     | Tour unique              | Tour unique              | Tour unique              | Tour unique              | Tour unique              | Tour unique              | Tour unique              | Tour unique              |

### Liste des maires
| Période           | Période                    | Identité                          | Étiquette   | Qualité                                                                                |
| ----------------- | -------------------------- | --------------------------------- | ----------- | -------------------------------------------------------------------------------------- |
| Décembre 1991     | 2000                       | Aleksandre Kouzmitch Doudnikov    |             | Vice-président du conseil municipal des députés du peuple de Petropavlovsk-Kamtchatski |
| Décembre 2000     | 2003                       | Iouri Ivanovitch Golenichtchev    | Russie unie | Député de l'oblast du Kamtchatka                                                       |
| 29 décembre 2004  | 25 mars 2011,              | Vladislav Vasillievitch Skvortsov | Russie unie | Capitaine à la Kamchatka Shipping Company                                              |
| 8 novembre 2012   | 23 septembre 2016          | Konstantine Slychtchenko (ru)     | Russie unie | Député de la Douma municipale de Petropavlovsk-Kamtchatski                             |
| 26 octobre 2016   | 19 novembre 2019,          | Vitaly Ivanenko                   | Russie unie | Premier chef adjoint de l'administration de Petropavlovsk-Kamtchatski                  |
| 27 novembre 2019, | En cours (au 21 août 2023) | Konstantine Bryzguine (ru)        | Russie unie | Chef adjoint de l'administration de Petropavlovsk-Kamtchatski                          |

### Jumelages
- Unalaska (États-Unis) depuis 1990
- Kushiro (Japon) depuis 1998
- Sébastopol (Russie) depuis 2009 ( Ukraine pour la communauté internationale)

## Population

### Démographie
Recensements (*) ou estimations de la population,,:
| 1825 | 1830  | 1856  | 1897* | 1923* | 1926* | 1931  | 1939*  | 1959*  | 1962    |
| ---- | ----- | ----- | ----- | ----- | ----- | ----- | ------ | ------ | ------- |
| 938  | 1 000 | 1 500 | 395   | 1 193 | 1 691 | 6 000 | 35 573 | 85 582 | 100 000 |

| 1967    | 1970*   | 1973    | 1976    | 1979*   | 1982    | 1986    | 1989*   | 1992    | 1996    |
| ------- | ------- | ------- | ------- | ------- | ------- | ------- | ------- | ------- | ------- |
| 123 000 | 153 885 | 179 000 | 200 000 | 214 977 | 232 800 | 248 000 | 268 747 | 272 600 | 204 800 |

| 1998    | 2000    | 2001    | 2002*   | 2003    | 2004    | 2005    | 2006    | 2007    | 2008    |
| ------- | ------- | ------- | ------- | ------- | ------- | ------- | ------- | ------- | ------- |
| 198 900 | 194 100 | 192 500 | 198 028 | 198 000 | 196 600 | 195 982 | 195 216 | 185 116 | 194 915 |

| 2009    | 2010*   | 2011    | 2012    | 2013    | 2014    | 2015    | 2016    | 2017    | 2018    |
| ------- | ------- | ------- | ------- | ------- | ------- | ------- | ------- | ------- | ------- |
| 194 137 | 179 780 | 179 800 | 179 784 | 181 618 | 182 711 | 181 015 | 180 963 | 180 454 | 181 216 |

| 2019    | 2020    | 2021*   | 2023    | - | - | - | - | - | - |
| ------- | ------- | ------- | ------- | - | - | - | - | - | - |
| 181 181 | 179 586 | 179 367 | 162 992 | - | - | - | - | - | - |

## Économie
De nos jours, c'est une ville dont l'activité économique repose en grande partie sur l'industrie de la pêche (près de 400 000 tonnes de poissons et crustacés par an, notamment des saumons et des crabes). 80 % des activités industrielles de la région sont liées à l'exploitation de la mer.

## Culture locale et patrimoine

### Architecture

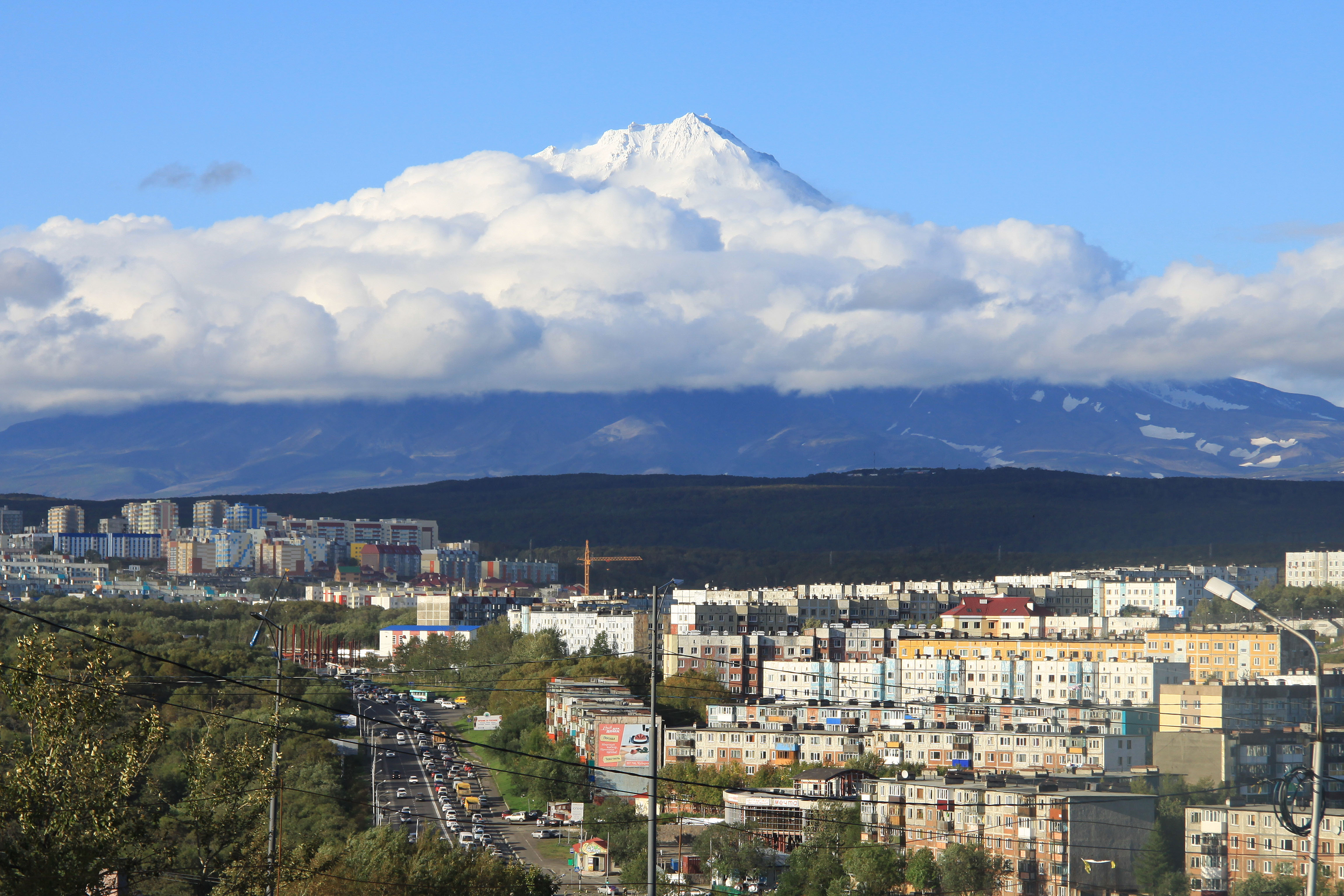
Paysage de Khrouchtchevka.

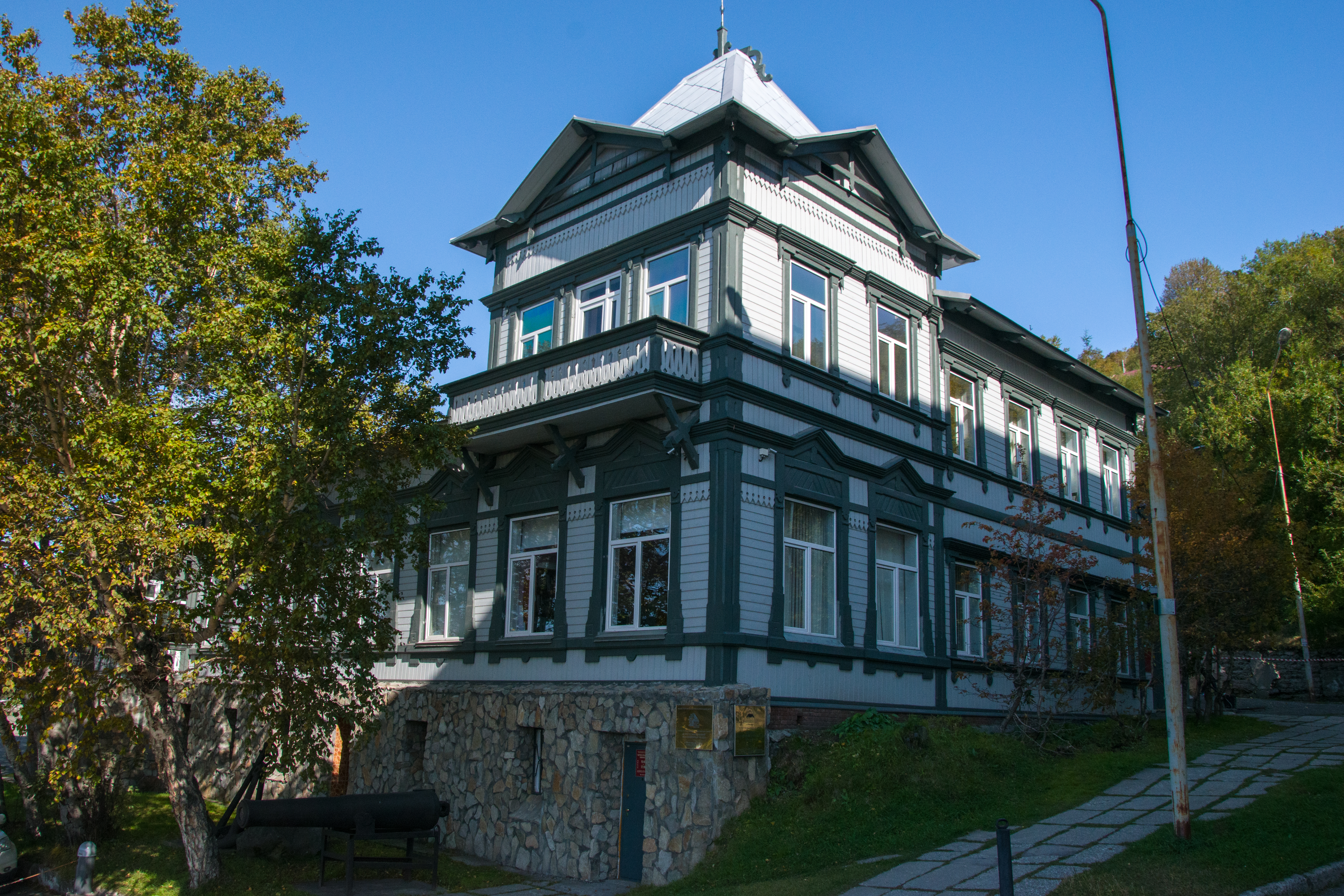
Maison du gouverneur, architecture pré-soviétique, rue Lénine.

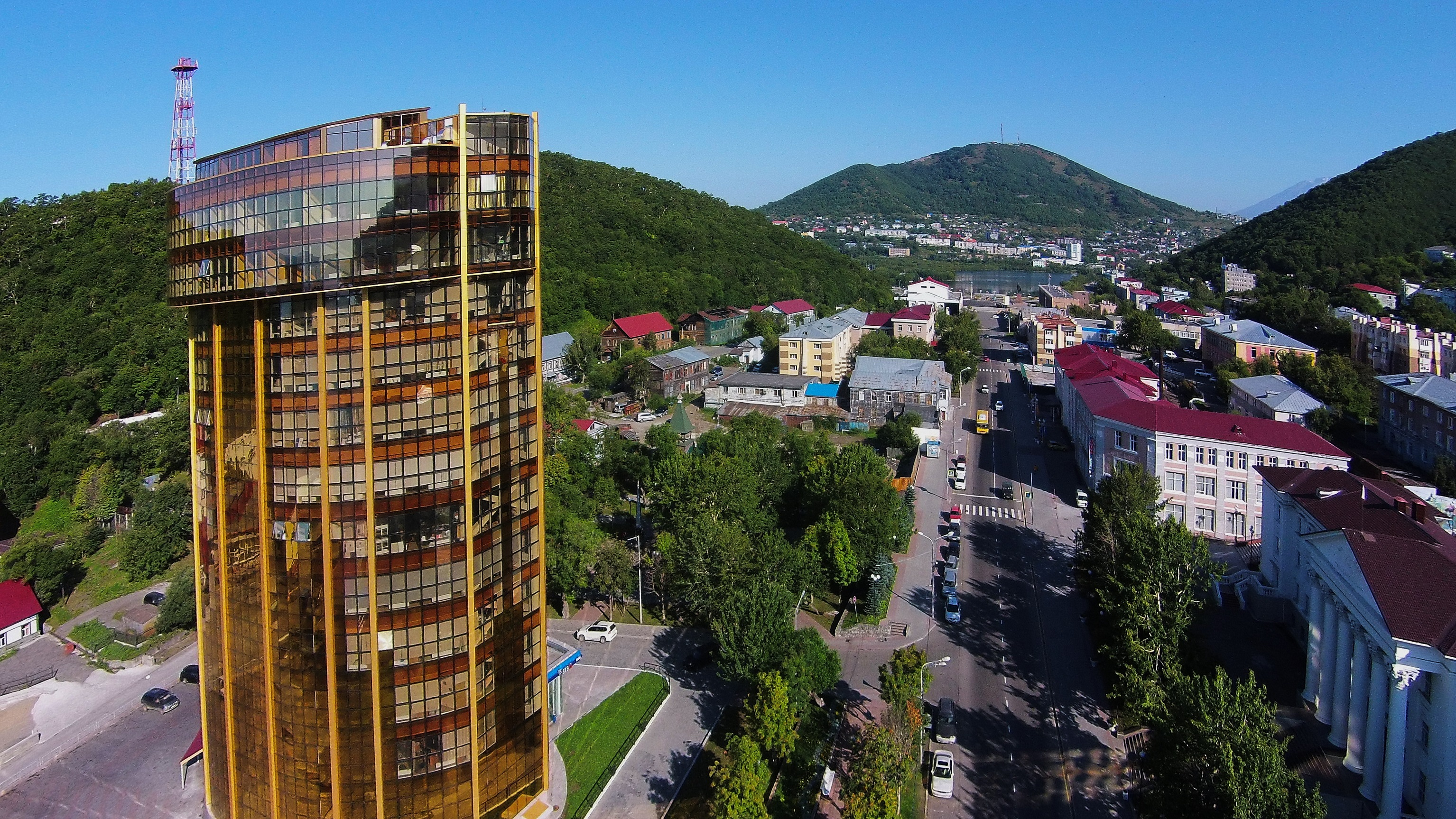
La Tour dorée au centre-ville et le tribunal à droite.

L'architecture de la ville a été depuis ses débuts soumises à de nombreuses conditions particulières, un regroupement très inhabituel pour la Russie. La ville doit à la fois faire face à un terrain escarpé, avec de nombreuses collines, à une sismiscité importante, à l'enneigement important en hiver, ainsi qu'à l'aléa volcanique, trois volcans jouxtant le nord de la ville. Ainsi, la ville a dû s'adapter à ces conditions, même si toutes les exigences ne sont pas toujours respectés. L'histoire de la ville a aussi influencé l'architecture de la ville de manière significative ; la ville ayant été certes fondée en 1740, aucun bâtiment ne subsiste de cette période, Nikolaï Mouraviov-Amourski ayant décidé de démanteler la ville et de la faire évacuer en avril 1855 après le siège de la ville, conscient des faiblesses de la ville. En mai 1855, l'escadron franco-anglais pille et détruit les vestiges de la ville avant de partir. La ville qui se reconstruit à la fin du XIXe siècle et au début du XXe siècle n'est qu'un petit village, avec une population faible.
Au début du XXe siècle, l'architecture en bois russe ainsi que l'Art nouveau prévalent dans la petite bourgade, dont les exemples principaux sont situés aux rues Krasintsev, de l'Armée rouge et Lénine. La rue Krasinstev est celle avec le plus d'exemples, avec presque tous les bâtiments construits entre 1909 et 1912. C'étaient des maisons d'État, pour les officiels et les fonctionnaires. Parmi les bâtiments de la rue se trouve celle du marchand Podprouguine et la maison du Trésor. Certains des bâtiments de cette époque ont été restaurés, tandis que la plupart sont protégés. Mais la principale architecture de la ville, qui est quasi la seule, est celle de l'ère soviétique, avec les Krouchtchevka. Ils ont été construits pour loger la population, et sont communs à toutes les villes de l'Union soviétique. Ils sont cependant problématiques, nombreux sont vétustes et ne respectant pas toutes les normes antisismiques. Il y a aussi quelques exemples de l'architecture stalinienne, comme le tribunal du kraï, et du modernisme à Petropavlovsk-Kamtchatski, en particulier le théâtre d'art dramatique régional,.
Aujourd'hui, la ville doit faire face à cette architecture soviétique, qui pose de nombreux problèmes. Le modernisme poursuit aujourd'hui son cours dans la ville, avec comme exemple frappant la tour dorée, aimée par certains, détestée par d'autres. Situé en plein centre-ville, petite tour de couleur d'or, elle est parfois surnommée « pénis doré » ou « maïs ». Cependant en 2022, le maire Bryzguine déclarait la trouver belle, malgré les critiques quant à son intégration dans l'espace urbain.

### Objets patrimoniaux culturels
La ville ne possède que peu d'objets patrimoniaux culturels, en particulier à cause de la fondation tardive de la ville et surtout de son développement à une époque où les Khrouchtchevka étaient la norme. Quelques bâtiments pré-soviétiques qui ont survécu sont classés, ainsi que des monuments, souvent en l'honneur du siège de Petropavlovsk et des explorateurs ayant fait escale dans la ville. Les objets se répartissent en deux catégories ; les objets d'importance fédérale et ceux d'importance régionale. Parmi les anciens bâtiments, on retrouve des exemples de l'architecture russe et de l'Art nouveau.
Objets patrimoniaux culturels d'importance fédérale :
- Monument à Vitus Béring (1826), rue Soviétique ;
- Monument-obélisque à Charles Clerk (1913), rue Lénine ;
- Monument à Jean-François La Pérouse (1843), rue Lénine ;
- Monument Slava (septembre 1881), construit en l'honneur du Siège de Petropavlovsk, colline Nikolski ;
- Monument aux héros de la troisième batterie du lieutenant Alexandre Petrovitch Maksoutov, construit en l'honneur du siège de Petropavlovsk en 1854 avec la défaite de l'escadron anglo-français (1954, colline Nikolski) ;
- Complexe commémoratif : un charnier des défenseurs de Petropavlovsk-Kamtchatski (1854) et un monument-chapelle (1910-1912), rue Lénine, colline Nikolski ;
- Monument-obélisque aux soldats de l'armée soviétique - les libérateurs des îles Kouriles en 1945 des militaristes japonais (6 novembre 1946), place de la Liberté.

Certains des objets fédéraux :
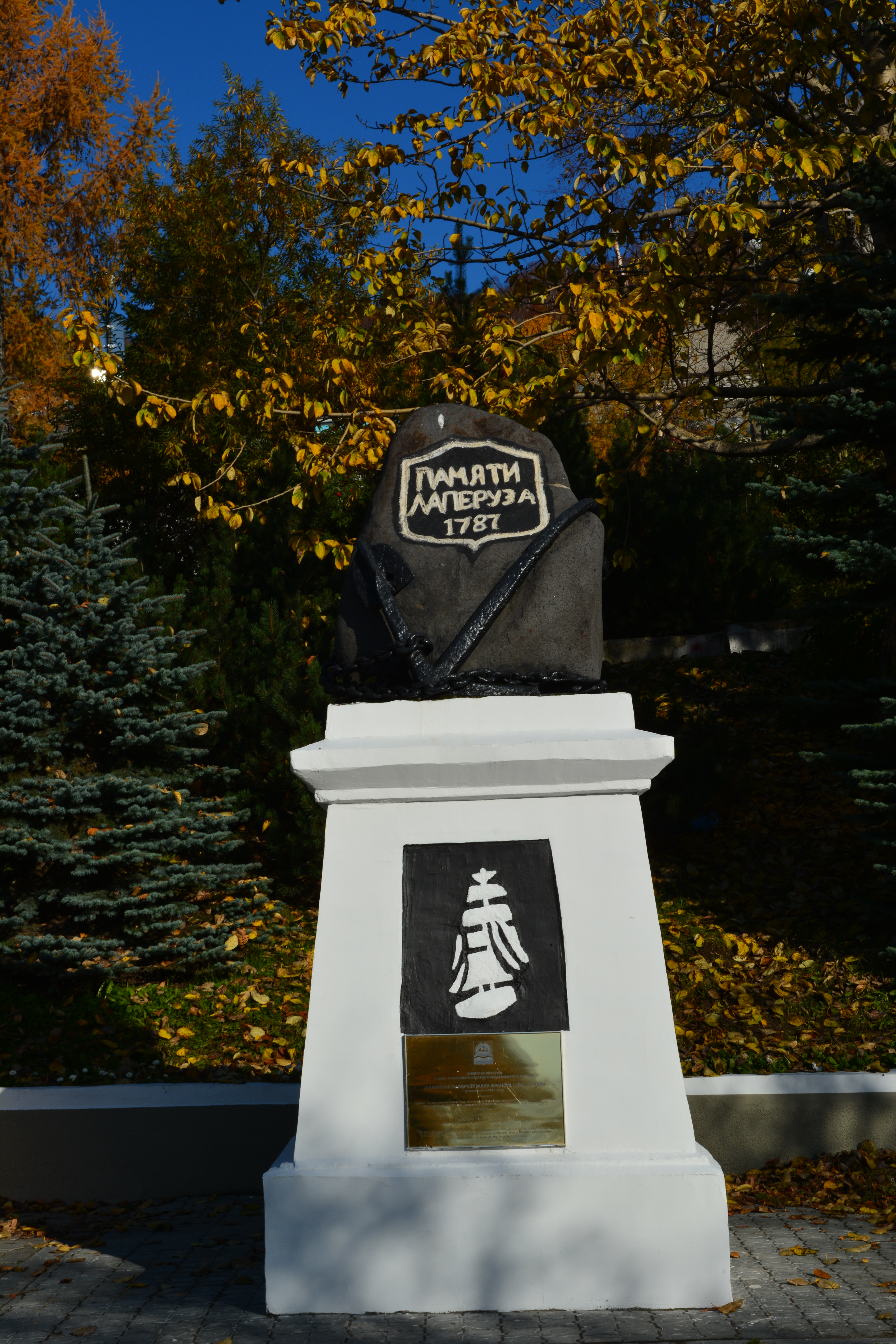
Monument à La Pérouse.
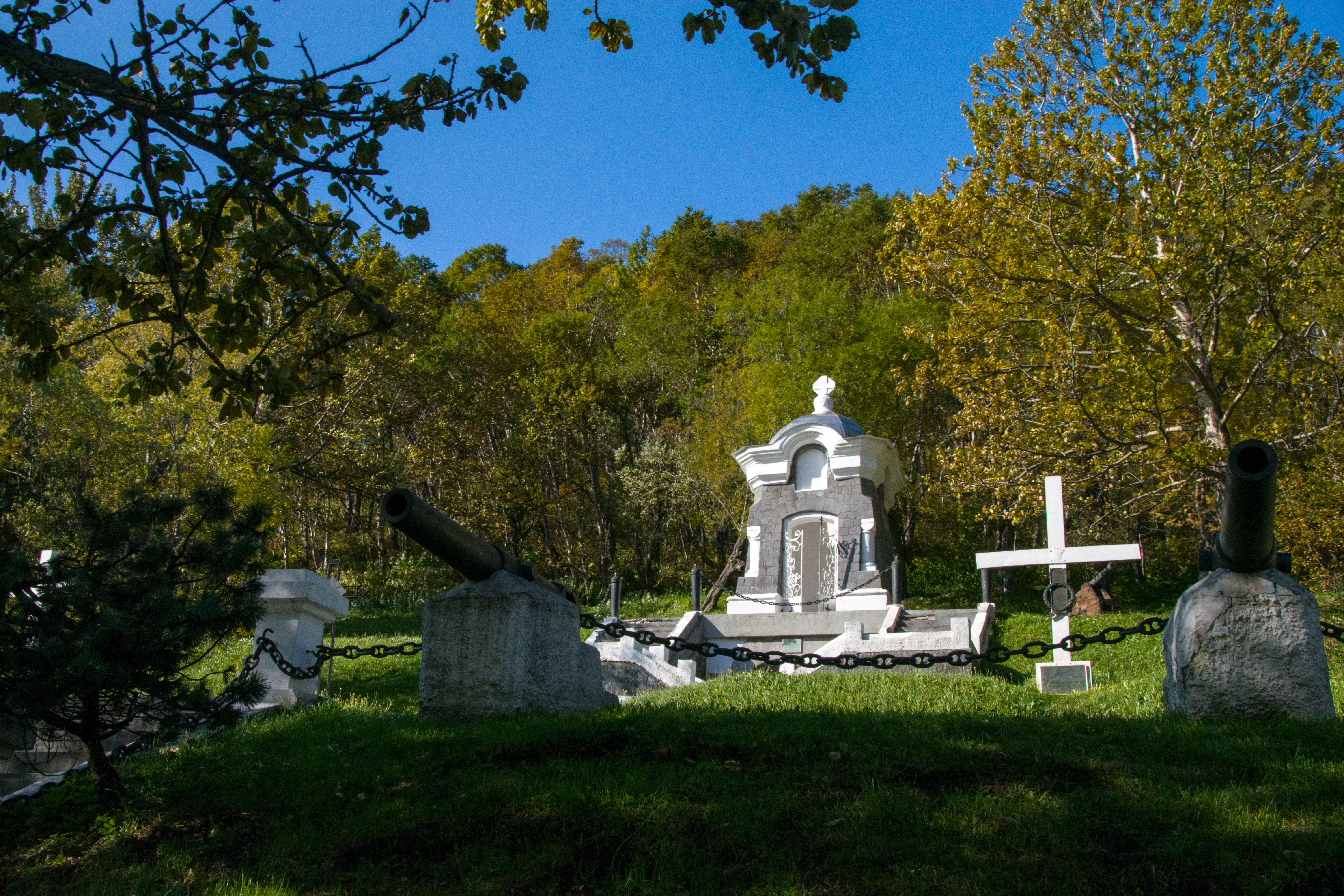
Monument-chapelle.
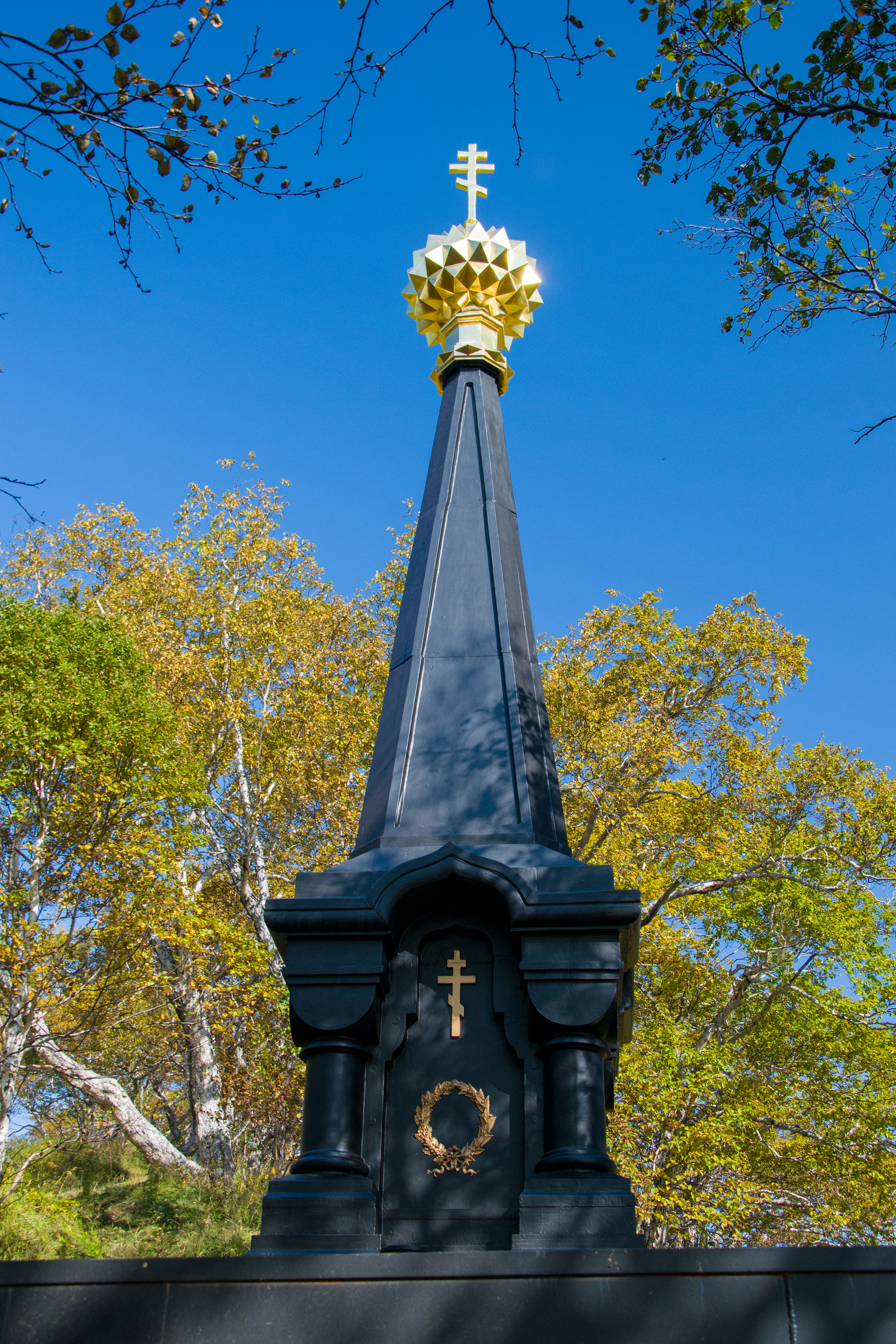
Monument Slava.
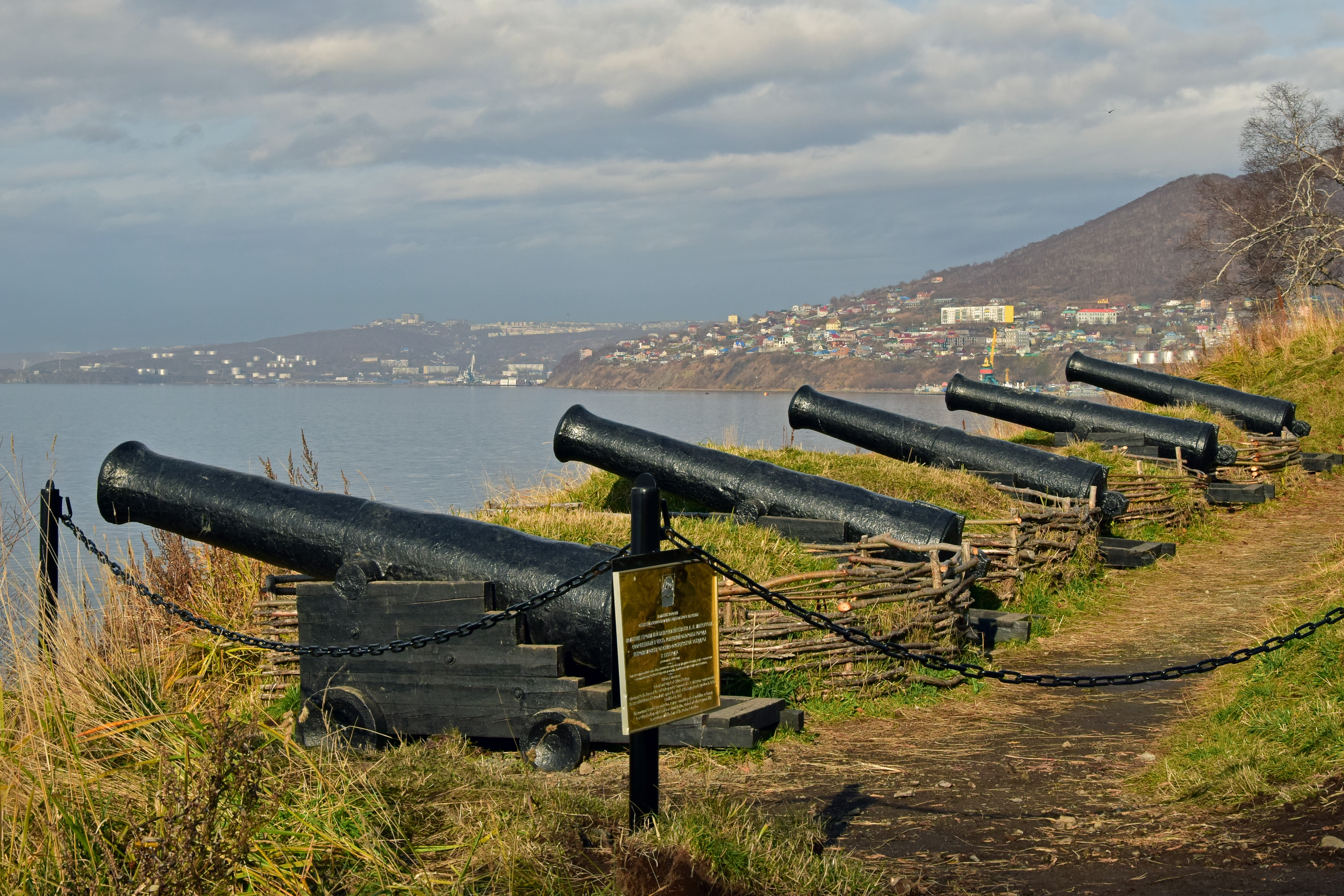
Canons du monument de la 3e batterie.

Objets patrimoniaux culturels d'importance régionale :
| Bâtiment | Adresse                                                    | Date de construction |
| --- | ---------------------------------------------------------- | -------------------- |
| Maison des instituteurs (internat à l'école de la ville)                                                                                          | no 1 rue Krasintsev                                        | 1910                 |
| Maison en bois (maison du marchand Podprouguine)                                                                                                  | no 4 rue Krasintsev                                        | 1909-1913            |
| Le bâtiment de l'ancien service postal et télégraphique (maison de Pritcht)                                                                       | no 7 rue Krasintsev                                        | 1909-1912            |
| Maison en bois (maison du trésor avec appartements pour les employés)                                                                             | no 11 rue Krasintsev                                       | 1909-1912            |
| Maison d'habitation pour employés | no 13 rue Krasintsev                                       | 1909-1912            |
| Maison en bois (maison d'habitation pour les employés du Trésor)                                                                                  | no 15 rue Krasintsev                                       | 1909-1912            |
| Maison en bois (maison d'habitation pour les employés du Trésor)                                                                                  | no 19 rue Krasintsev                                       | 1909-1912            |
| Maison du Trésor du Ministère de la Justice | no 6, rue de l'Armée rouge                                 | 1909-1915            |
| Trésorerie du Ministère de la Justice | no 8, rue de l'Armée rouge                                 | 1909-1912            |
| Bâtiment du tribunal populaire de district | no 10, rue de l'Armée rouge                                | 1909-1912            |
| Trésorerie du Ministère de la Justice | no 12, rue de l'Armée rouge                                | 1909-1912            |
| Maison du Trésor du Ministère de la Justice | no 14, rue de l'Armée rouge                                | 1909-1912            |
| Le bâtiment du bureau provincial | no 20, rue Lénine                                          | 1909-1912            |
| Bureau du lieutenant-gouverneur | no 24, rue Lénine                                          | 1909-1912            |
| Maison d'habitation pour les employés | no 26, rue Lénine                                          | 1909-1912            |
| Maison d'habitation pour les employés | no 28, rue Lénine                                          | 1909-1912            |
| Monuments |                                                            |                      |
| Tombe de marins soviétiques morts lors du déminage de la baie d'Avatcha en 1945                                                                   | Vieux-cimetière (rue de la Batterie et rue de Vladivostok) | 1946                 |
| Tombe d'Alexandra Vladislavovna Slavina (ru) | Cimetière de la ville                                      | 1954                 |
| Tank T-34, installé en l'honneur du 30e anniversaire de la Victoire du peuple soviétique dans la Grande Guerre patriotique de 1941-1945           | Place du Komsomol                                          | 7 mai 1975           |
| Torpilleur monument aux parachutistes, érigé en l'honneur de l'opération Kourile pour libérer les îles du nord de la chaîne des Kouriles en 1945. | Sommet de la colline Petrovskaïa                           | 8 mai 1975           |
| Monument à V.I. Lénine | Rue Lénine                                                 | 6 novembre 1978      |

### Religion
- Cathédrale de la Sainte-Trinité de Petropavlovsk-Kamtchatski

### Personnalités liées à la ville
Louis de l'Isle de La Croyère meurt du scorbut à Petropavlovsk-Kamtchatski en 1741.

## Pour approfondir